# Стрезимировці
Стрезими́ровці (болг. Стрезимировци, серб. Стрезимировци/Strezimirovci) — село в Перницькій області Болгарії і Пчиньському окрузі Сербії. Входить до складу общин Трин (Болгарія) та Сурдулиця (Сербія).

## Населення
За даними перепису населення 2011 року у селі проживали 6 осіб, усі — болгари.
Розподіл населення за віком у 2011 році:
Динаміка населення: